# Vuelo 171 de Air India
El vuelo 171 de Air India fue un vuelo internacional de pasajeros de Air India programado desde el Aeropuerto Internacional Sardar Vallabhbhai Patel en Ahmedabad, India, al Aeropuerto de Londres Gatwick en el Reino Unido. El 12 de junio de 2025, el vuelo se estrelló durante el despegue en la zona de Meghani Nagar de Ahmedabad, un colegio de medicina, cerca del perímetro del aeropuerto. El accidente provocó una respuesta de emergencia a gran escala, con múltiples unidades de bomberos y rescate desplegadas. Las autoridades de aviación indias están investigando la causa del accidente.
Se trata del primer accidente de un Boeing 787 desde el comienzo de su vida comercial en 2011, el primer accidente de aviación con pasajeros fallecidos en un avión de fuselaje ancho desde el vuelo 17 de Malaysia Airlines, y el primer accidente con pérdida total del avión de Air India desde el atentado con bomba del vuelo 182 de Air India en 1985. También es el primer accidente aéreo en dejar un saldo de más de 200 fallecidos desde el accidente del Il-76 de la Fuerza Aérea de Argelia en 2018 y así mismo y se convierte en el segundo accidente aéreo más mortífero de la India, por detrás de la colisión aérea de Charkhi Dadri de 1996.
Hasta la fecha, es el desastre aéreo más grave de 2025 y de la década de 2020, y el segundo peor accidente aéreo del siglo XXI, solo por detrás del vuelo 17 de Malaysia Airlines que dejó un saldo trágico de 298 fallecidos en el 2014 (sin contar los atentados del 11 de septiembre, los cuales no fueron accidentes, sino actos deliberados).

## Aeronave

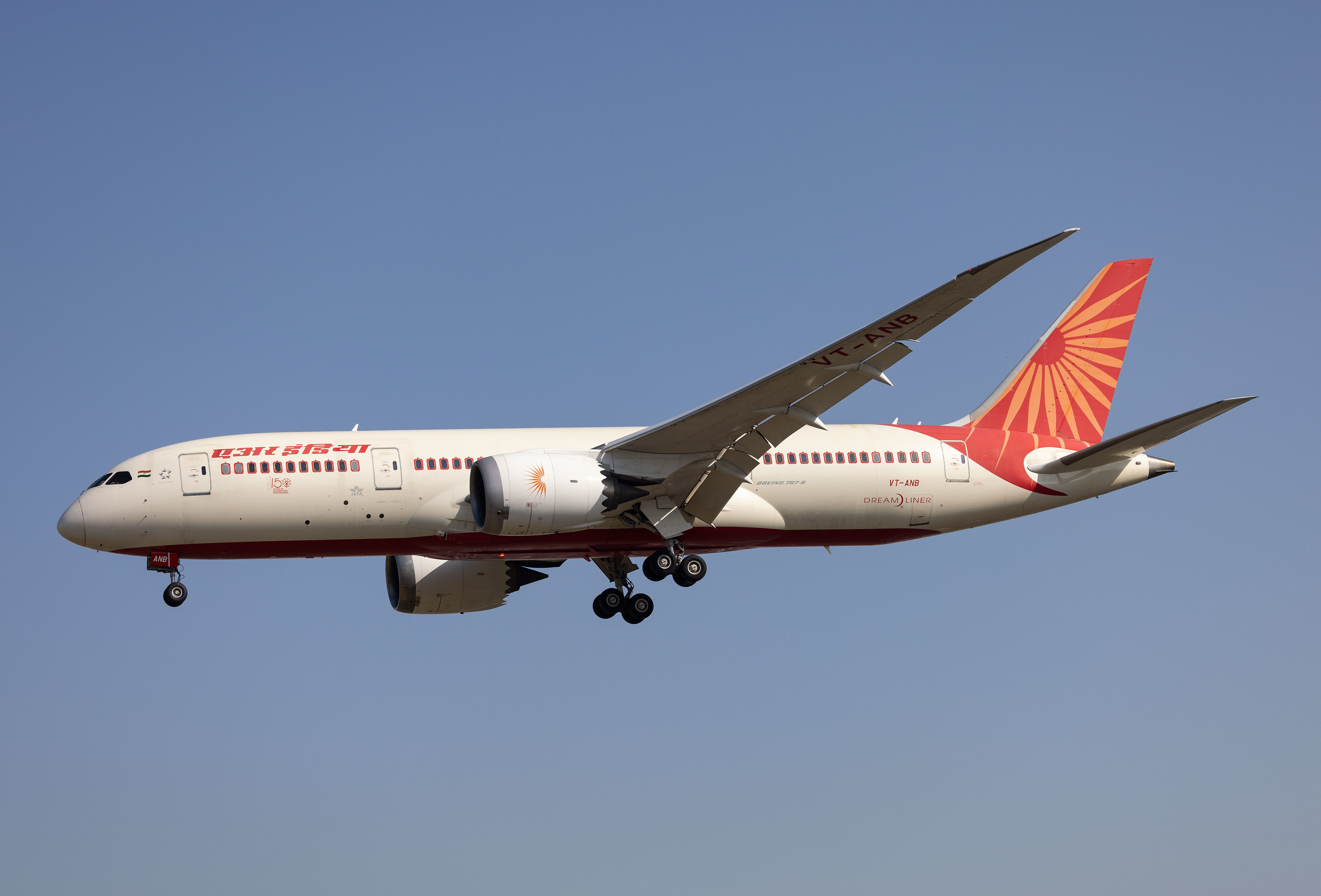
VT-ANB, el avión accidentado, fotografiado en febrero de 2023.

El avión en cuestión era un Boeing 787-8 Dreamliner de 11 años de antigüedad, matriculado como VT-ANB, equipado con dos motores General Electric GEnx. Realizó su primer vuelo el 14 de diciembre de 2013 y fue entregado a Air India el 28 de enero de 2014.

## Accidente
El vuelo 171 despegó de la pista 23 del aeropuerto de Ahmedabad a las 13:38 hora local (IST; 08:08 UTC) en ruta a Londres Gatwick. El transpondedor ADS-B de la aeronave informó una altitud de 191 metros antes de perder la recepción, igual que los datos recopilados por Flightradar24. La tripulación de vuelo emitió una llamada de socorro al control de tráfico aéreo «Mayday Mayday Mayday, no power, no thrust, going down» (Mayday Mayday Mayday, sin potencia, sin empuje, estamos cayendo). El accidente ocurrió durante el ascenso inicial. Mientras la aeronave descendía, su tren de aterrizaje no se había retraído. 
Testigos oculares del área de Meghani Nagar informaron haber escuchado múltiples explosiones, seguidas de densas columnas de humo visibles desde lugares cercanos cuando la aeronave impactó contra un edificio y se deslizó. Un video del incidente mostró que la aeronave ganó altitud después del despegue antes de descender repentinamente en el aire y estrellarse en una columna de fuego y humo. Un alto oficial de policía de Ahmedabad le dijo a ANI que el avión se estrelló contra un edificio de albergue en BJ Medical College. Los estabilizadores parcialmente intactos y el cono de cola del avión sobresalían de un edificio de varios pisos después del accidente.

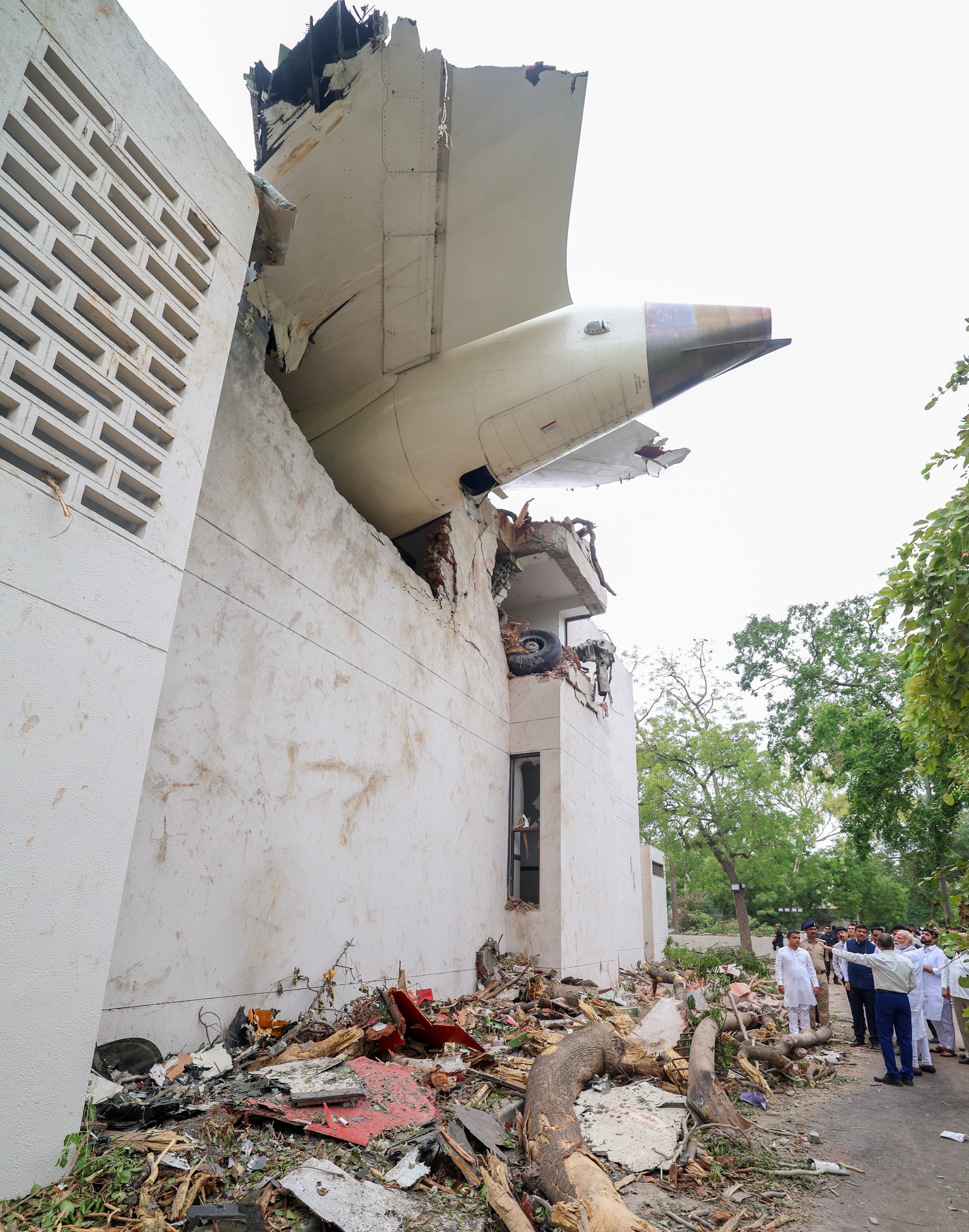
Restos de la sección de cola del avión encajados en el bloque del albergue.

Al menos un vídeo muestra a la aeronave descendiendo a baja velocidad con el tren de aterrizaje aún extendido hacia el barrio residencial de Meghani Nagar. Tras desaparecer bajo los edificios se observa la explosión causada por la gran carga de combustible.
El METAR indicaba buenas condiciones de visibilidad y viento de hasta siete nudos.
Los servicios de emergencia, incluidos al menos siete camiones de bomberos y varias ambulancias, fueron enviados de inmediato. El Departamento de Bomberos y Servicios de Emergencia de Ahmedabad confirmó el despliegue de unidades de varias divisiones de la ciudad. Todos los caminos que conducen al lugar del accidente y las áreas circundantes fueron cerrados para facilitar las operaciones de rescate.

## Víctimas
| Nacionalidad | Personas |
| ------------ | -------- |
| Británica    | 53       |
| Canadiense   | 1        |
| India        | 169      |
| Portuguesa   | 7        |
| Total        | 242      |

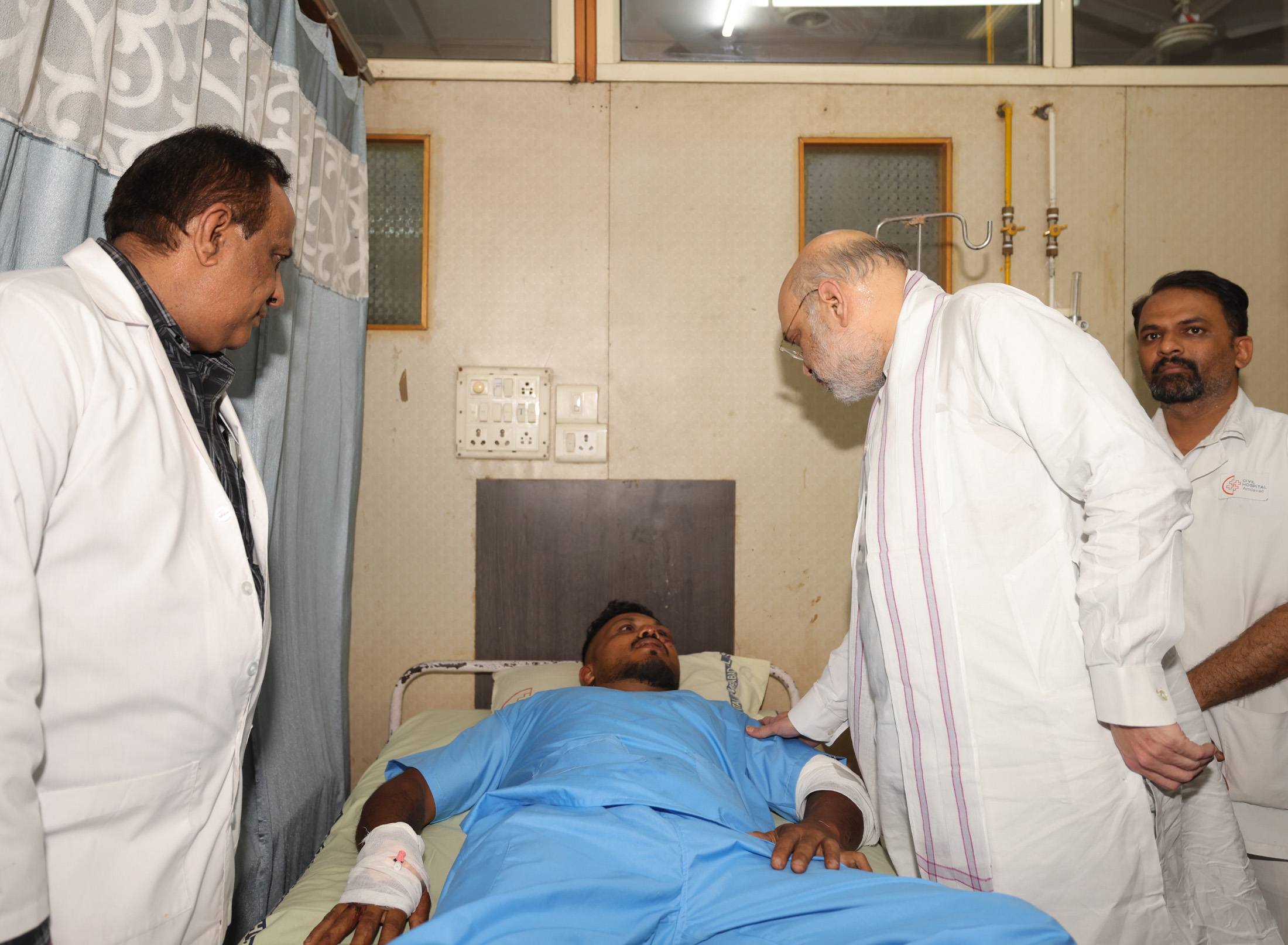
El ministro de Asuntos Internos y Cooperación de la Unión, Amit Shah, se reúne con el único superviviente del accidente en el hospital.

La aeronave llevaba 230 pasajeros y 12 tripulantes en el momento del accidente, siendo 163 de nacionalidad india, 53 británicos, 7 portugueses y una ciudadana canadiense.
Entre los pasajeros se encontraba el exministro Vijay Rupani.

## Investigación
La Dirección General de Aviación Civil y Air India han iniciado investigaciones sobre el accidente. Se ha enviado un equipo técnico para evaluar la causa del incidente. En el momento del accidente, el avión tenía una gran cantidad de combustible para el vuelo de larga distancia a Londres, lo que puede haber contribuido a la intensidad del incendio.
En un comunicado, Kelly Ortberg, presidente de Boeing, anunció que el fabricante brindará apoyo en la investigación del accidente.
Vishwashkumar Ramesh, el único pasajero que sobrevivió al accidente, dijo que treinta segundos después del despegue, se escuchó un fuerte ruido y el avión se estrelló.
El 8 de julio, la AAIB presentó un informe preliminar con sus conclusiones iniciales al Ministerio de Aviación Civil de la India y otras autoridades.
Según la grabadora de vuelo, la aeronave inició su carrera de despegue a las 13:37:37 IST. La aeronave alcanzó la velocidad de despegue de 155 nudos (287 km/h; 178 mph) a las 13:38:35 y despegó de la pista unos cuatro segundos después. A las 13:38:42, cuando la aeronave alcanzó su velocidad aerodinámica máxima registrada de 180 nudos (330 km/h; 210 mph), ambos motores se apagaron después de que sus respectivos interruptores de control de combustible se movieran de la posición RUN a CUTOFF uno tras otro, con un segundo de diferencia. Los niveles de potencia del motor comenzaron a disminuir inmediatamente. Las grabaciones de voz en cabina captaron a un piloto preguntando al otro por qué había cortado el combustible, y el segundo piloto respondió que no. El informe no especificó qué piloto hizo las respectivas declaraciones. Las imágenes de las cámaras de seguridad del aeropuerto no mostraron actividad significativa de aves a lo largo de la trayectoria de vuelo y que la aeronave comenzó a perder altitud antes de cruzar el muro perimetral del aeropuerto.

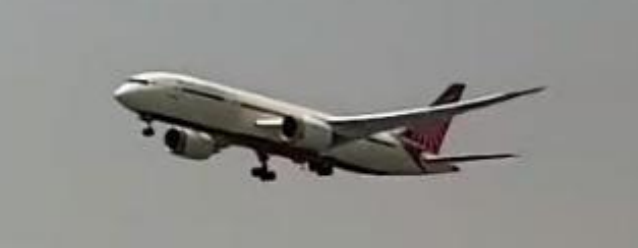
CCTV de AI171 con el RAT desplegado

A las 13:38:47, con ambos motores perdiendo potencia, los datos de las cámaras de seguridad del aeropuerto y de la grabadora de vuelo mostraron que la turbina de aire de impacto (RAT) se desplegó automáticamente y comenzó a suministrar energía hidráulica y eléctrica de emergencia. A las 13:38:52, el interruptor de combustible del motor 1 volvió a la posición de RUN (Ejecutar), seguido cuatro segundos después por el interruptor del motor 2. En ese momento, el sistema de control digital del motor (FADEC) de plena autoridad de cada motor intentó reiniciarlos automáticamente.
Aproximadamente a las 13:39:05, uno de los pilotos emitió una llamada de socorro. El controlador aéreo respondió solicitando el indicativo del vuelo, pero no recibió respuesta.
Al final de la grabación de datos de vuelo a las 13:39:11, el motor 1 se había vuelto a encender y estaba acelerando, mientras que el motor 2 se había vuelto a encender pero su velocidad central continuó cayendo, con el FADEC introduciendo combustible adicional en un intento de recuperar el empuje.
Se encontró que las palancas de empuje estaban en posición de ralentí al recuperarse; sin embargo, la grabadora de datos de vuelo mostró que ambas palancas de aceleración se habían mantenido con el empuje de despegue hasta el impacto. Los controles de flaps recuperados y los datos de la grabadora de vuelo mostraron que los flaps se habían ajustado correctamente para el despegue a 5°.
El informe no identificó ninguna falla mecánica ni recomendó medidas de seguridad para los operadores o fabricantes del 787 ni de sus motores GEnx. La causa de los movimientos del interruptor de combustible seguía bajo investigación al momento de la publicación del informe.

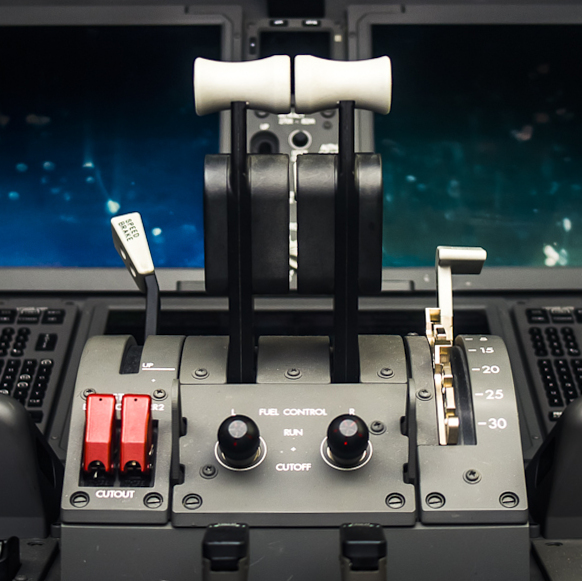
Pedestal del acelerador de un Boeing 787-8, similar al de la aeronave en cuestión. Los dos interruptores de control de combustible, ubicados debajo de las palancas del acelerador, están marcados con las posiciones "RUN" (arriba) y "CUTOFF" (abajo) en blanco.

En el 787, los interruptores de control de combustible se utilizan en tierra para el arranque y apagado del motor, y en vuelo para el apagado o reinicio manual en caso de fallo del mismo. Al mover un interruptor en vuelo, se interrumpe inmediatamente el suministro de combustible al motor, lo que provoca una pérdida de empuje. Para evitar la activación accidental, cada interruptor cuenta con un mecanismo metálico de bloqueo que requiere que se tire del interruptor hacia arriba antes de poder moverlo. Además, los soportes a ambos lados protegen los interruptores contra contacto accidental.
El informe preliminar señaló que, en 2018, la FAA emitió un Boletín de Información de Aeronavegabilidad Especial, advirtiendo que se habían instalado interruptores de combustible similares a los del 787-8 en aeronaves 737 con el mecanismo de bloqueo de parada desactivado (no se describió la naturaleza exacta de esta desactivación). No se encontró registro de que Air India realizara la inspección recomendada, pero no obligatoria, en la aeronave del incidente. Los registros de mantenimiento sí mostraron que el módulo de control del acelerador se reemplazó posteriormente dos veces, en 2019 y 2023, pero por razones no relacionadas con los interruptores de corte de combustible. No se habían reportado defectos relacionados con los interruptores de corte del VT-ANB desde 2023.

## Respuestas

### India

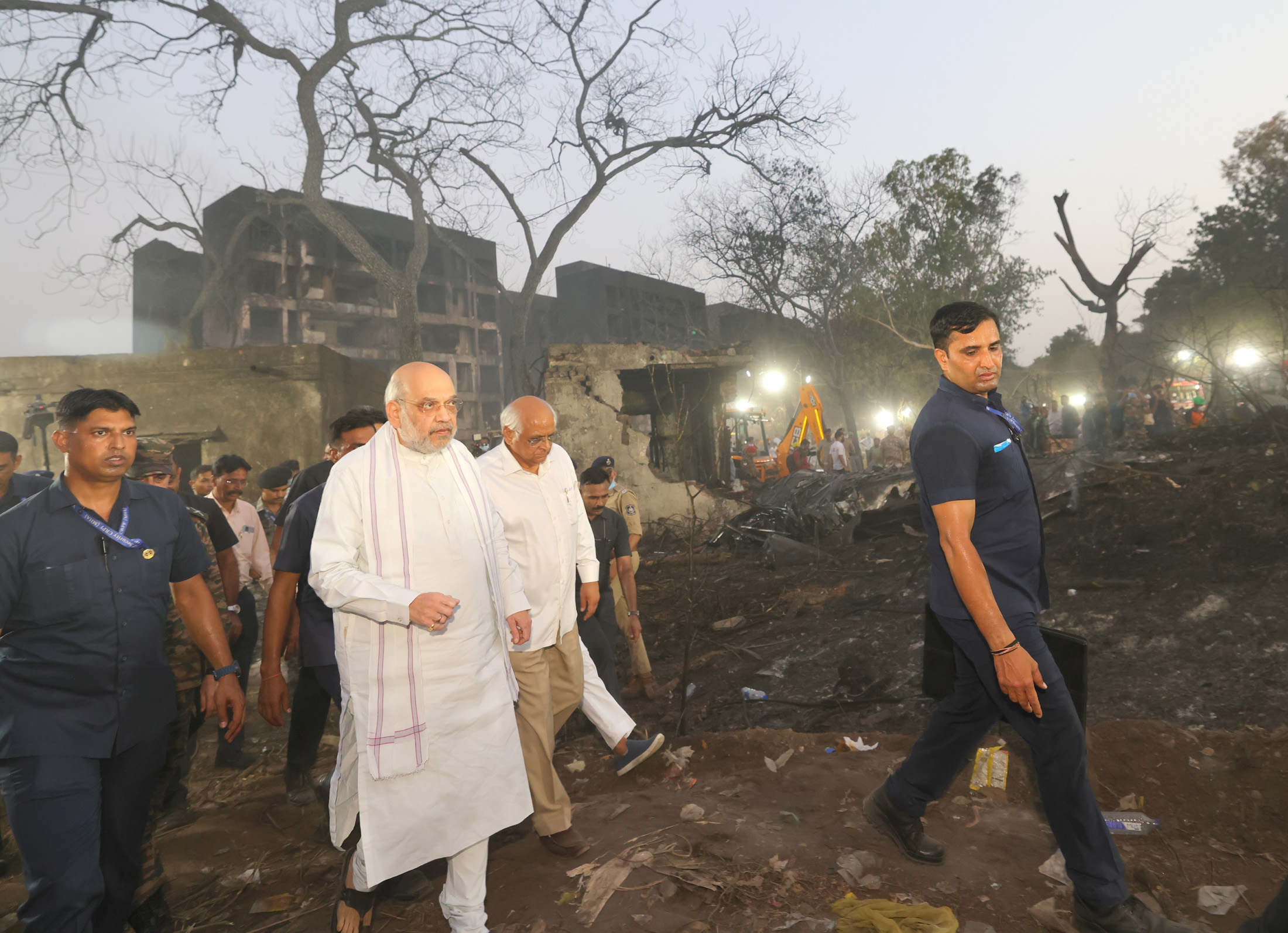
El ministro del Interior, Amit Shah, en el lugar del accidente.

El primer ministro indio, Narendra Modi, expresó sus condolencias en X, declarando: «La tragedia de Ahmedabad nos ha aturdido y entristecido. Es desgarrador más allá de las palabras. En estos tristes momentos, mis pensamientos están con todos los afectados. He estado en contacto con ministros y autoridades que están trabajando para ayudar a los afectados.»  El ministro del Interior indio, Amit Shah, habría hablado con el ministro principal de Guyarat tras el incidente. El ministro principal de Guyarat, Bhupendra Patel, declaró que se habían dado instrucciones a los funcionarios para llevar a cabo «operaciones inmediatas de rescate y socorro» y tomar disposiciones en «pie de guerra». El líder de la oposición, Rahul Gandhi, expresó sus condolencias y solicitó ayuda inmediata.

### Internacional
En el Reino Unido, el primer ministro, Keir Starmer, calificó el accidente de «devastador» y dio el pésame a los pasajeros y a sus familias en estos «momentos profundamente angustiosos». La líder de la Cámara de los Comunes, Lucy Powell, ofreció sus condolencias y afirmó que el gobierno proporcionaría «todo el apoyo posible» a los afectados, tanto en India como en el Reino Unido. El rey Carlos III y la reina Camila expresaron su pesar y consternación.
El Secretario de Estado de los Estados Unidos, Marco Rubio, se mostró «desconsolado» tras conocer la noticia del accidente, y la Administración Federal de Aviación de los Estados Unidos (FAA) anunció que estaba lista para enviar un equipo en coordinación con la NTSB si se lo solicitaban.
El Secretario de Estado del Vaticano declaró que el papa León XIV «profundamente entristecido» envía sus más sinceras condolencias a las familias y amigos de quienes perdieron la vida e invoca sobre todos los afectados las bendiciones divinas de sanación y paz.
El primer ministro portugués Luís Montenegro, el primer ministro canadiense Mark Carney, el asesor jefe de Bangladés Muhammad Yunus, el presidente ruso Vladímir Putin, el presidente francés Emmanuel Macron, el primer ministro australiano Anthony Albanese, el primer ministro irlandés Micheál Martin, el presidente filipino Bongbong Marcos, el presidente de Sri Lanka Anura Kumara Dissanayake, el primer ministro malasio Anwar Ibrahim, el primer ministro singapurense Lawrence Wong, y el vice primer ministro y ministro de Asuntos Exteriores paquistaní Ishaq Dar expresaron sus condolencias o tristeza.